# XY理論
XY理論（エックスワイりろん）は、ダグラス・マグレガーが人間に対する2つの対立的な考え方を「権限行使による命令統制のX理論」と「統合と自己統制のY理論」と提唱したもの。

## 概要
XY理論は、ダグラス・マグレガーの著書『企業の人間的側面』の中に登場する理論である。著書の中で、権限行使と命令統制による経営手法をX理論として批判し、統合と自己統制による経営が、将来の良い経営手法となると主張している。
アブラハム・マズローが先に唱えた欲求段階説を基にして説明されている。XY理論に境界はなく人間はX-Yを繋いだ線上にある前提で、X理論は低次元の欲求を多く持つ人間の行動モデルに分類され、Y理論は高次元の欲求を多く持つ人間の行動モデルに分類される。
マグレガーは、低次元の欲求が満たされている人に対してはX理論による経営手法の効果は期待できない、低次元の欲求が満たされている1960年代ではY理論に基づいた経営方法が望ましい、と主張した。

## X理論
「人間は本来なまけたがる生き物で、責任をとりたがらず、放っておくと仕事をしなくなる」という考え方。この場合、命令や強制で管理し、目標が達成できなければ懲罰といった、「アメとムチ」による経営手法となる。

## Y理論
「人間は本来進んで働きたがる生き物で、自己実現のために自ら行動し、進んで問題解決をする」という考え方。この場合、労働者の自主性を尊重する経営手法となり、労働者が高次元欲求を持っている場合有効である。

## XY理論の否定
Y理論が万能ではないことが指摘され始め、マグレガーはZ理論の開発を始めたが、志半ばで倒れた。
マズローはY理論に手を加え、発展的にY理論を修正している。マズローによると、ある会社が置かれた社会環境が低次元の欲求に支配されていれば、Y理論的な経営は持続できないとし、具体的に貧困な状況に置かれた発展途上国の問題など人間性を指摘した。貧困からくる金銭的欲求によって短絡的な利益追求を優先する本来のY理論的な経営にはならない、と述べている。
1970年代に入り日本の経営手法が注目され、責任、コンセンサスが経営手法に重要な要素として取り入れられ、W.G.オオウチが「セオリーZ」を公表した。